# SMS Roon
SMS Roon − niemiecki krążownik pancerny (w nomenklaturze niemieckiej wielki krążownik − Großer Kreuzer) z pierwszych lat XX wieku, jeden z dwu okrętów typu Roon. Wcielony do służby w Kaiserliche Marine w kwietniu 1906 roku, sześć lat później został odstawiony do rezerwy. Reaktywowany po wybuchu I wojny światowej, wziął ograniczony udział w działaniach floty, między innymi w czasie bombardowania Scarborough, Hartlepool i Whitby w grudniu roku 1914 oraz w bitwie koło Östergarnu w lipcu 1915 roku. Rozbrojony w roku następnym, służył jako hulk szkolny i mieszkalny do wycofania w 1920 roku i złomowania rok później. Planowana na przełomie 1917 i 1918 roku przebudowa okrętu na krążownik lotniczy nie doszła do skutku.

## Zamówienie i budowa
Prace projektowe nad parą nowych krążowników pancernych dla Kaiserliche Marine, rozwinięciem wcześniejszego typu Prinz Adalbert, rozpoczęto w 1901 roku. Zamówienie na pierwszą jednostkę, w ramach tzw. drugiej ustawy o flocie (Flottengesetz), złożono w 1902 roku w stoczni Kaiserliche Werft Kiel. Budowa otrzymała numer stoczniowy 28, a okręt tymczasową nazwę „Ersatz Kaiser”, ponieważ zgodnie z niemieckim zwyczajem planowany był jako zastępca dla wycofywanej fregaty pancernej „Kaiser”.
Stępkę pod krążownik położono 1 lipca 1902 roku, uroczyste wodowanie, w obecności feldmarszałka Alfreda von Waldersee odbyło się 27 czerwca 1903 roku. Okręt otrzymał imię dla uczczenia feldmarszałka Albrechta von Roona. Prace wyposażeniowe, co było typowe dla kilońskiej stoczni, posuwały się wyjątkowo powoli i „Roon” wszedł do służby dopiero 5 kwietnia 1906 roku, niemal sześć miesięcy później niż bliźniaczy „Yorck”, którego budowę w stoczni Blohm & Voss w Hamburgu rozpoczęto ponad pół roku później. Niejako w zamian koszty budowy w Kaiserliche Werft, wynoszące 15 347 000 marek, okazały się znacznie niższe.

## Opis konstrukcji
„Roon” miał długość całkowitą 127,8 m (na konstrukcyjnej linii wodnej 127,3 m; między pionami 123 m), szerokość maksymalną 20,23 m i zanurzenie projektowane 7,33 m (faktyczne przy pełnym obciążeniu 7,76 m na dziobie i 7,73 m na rufie). Wyporność normalna wynosiła 9533 tony, pełna 10 266 ton metrycznych.
Napęd okrętu stanowiły trzy stojące trzycylindrowe maszyny parowe potrójnego rozprężania o łącznej projektowanej mocy indykowanej 19 000 KM (faktycznej na próbach 20 625 KM), napędzające trzy śruby o średnicy 4,5 (środkowa) oraz 4,8 m (zewnętrzne). Parę do maszyn dostarczało 16 kotłów opalanych węglem, o maksymalnym ciśnieniu roboczym 15,5 at. Spaliny z kotłowni odprowadzane były przez cztery kominy. Projektowana prędkość maksymalna wynosiła 21 węzłów, na próbach osiągnięto 21,143 węzła. Pełny zapas paliwa: 1570 ton, pozwalał osiągnąć zasięg 4200 mil morskich. Okręt posiadał pojedynczy ster. Energię elektryczną dla instalacji o napięciu 110 V dostarczały cztery turbogeneratory o łącznej mocy 260 kW.
Główne uzbrojenie krążownika składało się z czterech dział 21 cm SK L/40, umieszczonych w dwóch podwójnych wieżach artyleryjskich, na pokładach dziobowym i rufowym, oraz dziesięciu dział 15 cm SK L/40 zgrupowanych na dwóch pokładach bateryjnych śródokręcia, z dwoma jednodziałowymi wieżami na górnym i trzema działami w kazamatach na dolnym na każdej z burt. Artylerię uzupełniało 14 dział szybkostrzelnych 8,8 cm SK L/35 i cztery karabiny maszynowe kal. 8 mm na marsach. Ponadto okręt dysponował czterema wyrzutniami torped kal. 450 mm. Zapas amunicji wynosił 380 sztuk kal. 210 mm, 1600 sztuk kal. 150 mm, 2100 sztuk kal. 88 mm, 10 000 nabojów karabinowych oraz 11 torped. Załoga krążownika dysponowała również działem desantowym kal. 60 mm na lawecie kołowej i bronią ręczną dla oddziału desantowego: 297 karabinami i 80 pistoletami.
Opancerzenie krążowników wykonano w całości ze stali Kruppa. Jego głównym elementem był burtowy pas pancerny na linii wodnej o grubości maksymalnej 100 mm, chroniący najważniejsze mechanizmy okrętowe. Główny pokład pancerny miał grubość od 40 do 60 mm w części poziomej i od 40 do 50 mm na skosach łączących go z pasem burtowym. W rejonie kazamat dział kal. 150 mm pokład pancerny został pogrubiony do maksymalnie 100 mm. Wieże artylerii głównego kalibru miały pancerz grubości 100−150 mm w partiach pionowych i 30 mm na dachach. Dziobowa wieża dowodzenia była opancerzona płytami 150 mm na ścianach i 30 mm na dachu, rufowa odpowiednio 80 i 20 mm.
Załogę okrętu stanowiło etatowo 35 oficerów oraz 598 podoficerów i marynarzy. W przypadku pełnienia funkcji okrętu flagowego przewidziano możliwość dodatkowego zaokrętowania dziewięciu oficerów i 44 marynarzy.

## Przebieg służby

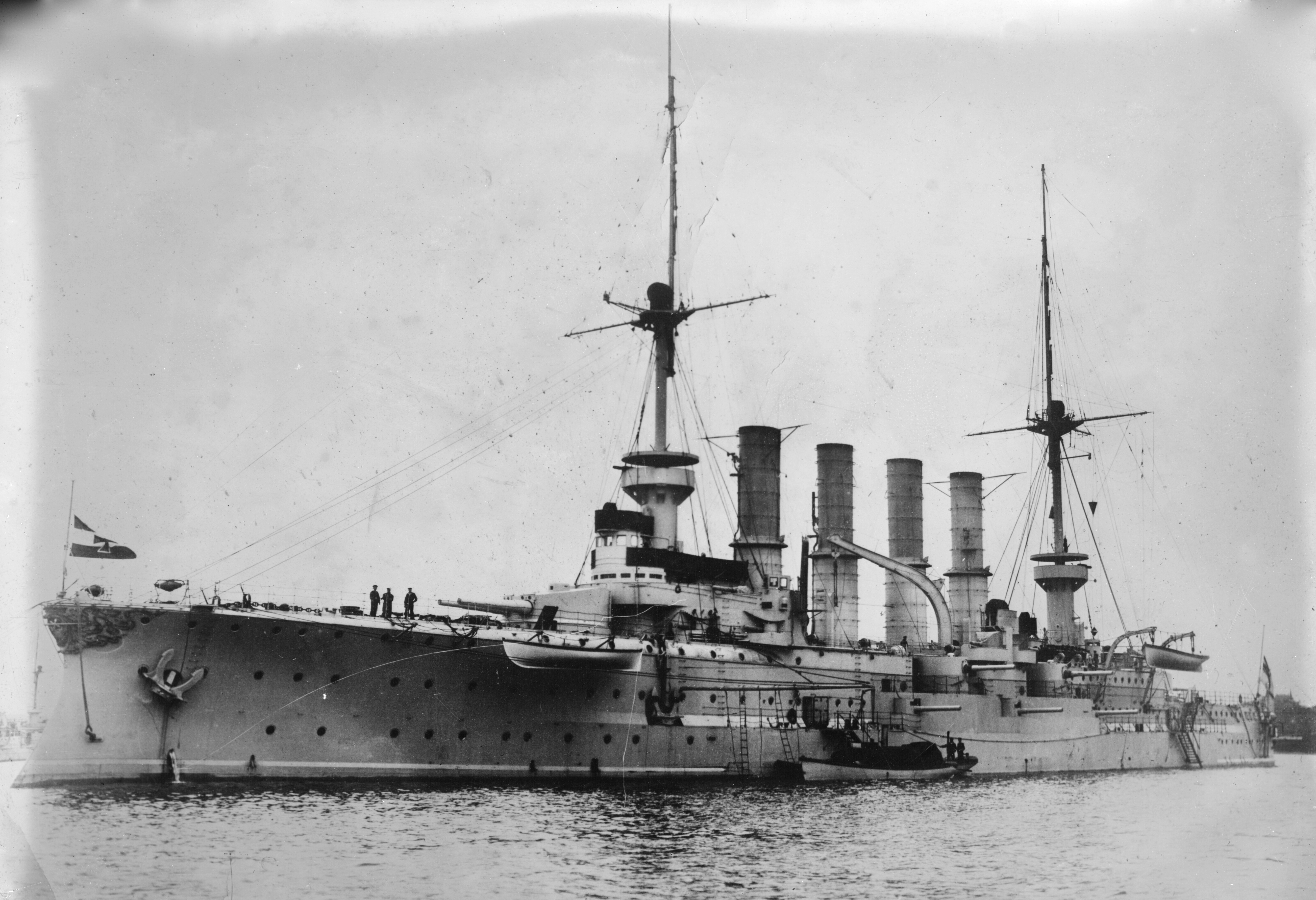
SMS „Roon” w 1907 r. podczas wizyty w USA

Po wejściu do służby „Roon” został wcielony do 3. Grupy Rozpoznawczej (3. Aufklärungsgruppe) Hochseeflotte. Ważniejszymi wydarzeniami w historii okrętu przed wybuchem I wojny światowej były: wizyta kurtuazyjna w Stanach Zjednoczonych w kwietniu 1907 roku i podniesienie flagi kontradmirała Hermanna Jacobsena, dowódcy 2. Grupy Rozpoznawczej, w roku następnym. W 1912 roku „Roon” został przeniesiony do rezerwy, zastąpiony w linii przez nowo zbudowany krążownik liniowy „Moltke”. Ponownie wcielony do linii wkrótce po rozpoczęciu działań wojennych, 2 sierpnia 1914 roku, powrócił w skład 3. Grupy Rozpoznawczej.
W następnych dniach „Roon” został przesunięty na Morze Bałtyckie. Jego pierwszym bojowym zadaniem była osłona operacji minowania wód Zatoki Fińskiej 17 sierpnia, a następnie nieudana próba przyjścia z pomocą załodze krążownika lekkiego „Magdeburg” po jego feralnym wejściu na skały wyspy Odensholm w nocy z 25 na 26 sierpnia. Później operował w rejonie Cieśnin Duńskich, by pod koniec roku powrócić na Morze Północne. W dniach 15−16 grudnia 1914 roku wziął udział w bombardowaniu Scarborough, Hartlepool i Whitby, jako część zespołu rozpoznawczego sił głównych Hochseeflotte. Rankiem 16 grudnia dwukrotnie natknął się na patrolujące niszczyciele brytyjskie, jednak żadna ze stron nie zdecydowała się na otwarcie ognia.
Wiosną 1915 roku dowództwo Kaiserliche Marine uznało, że stare krążowniki pancerne nie spełniają większości wymagań pola walki i skierowało je na drugorzędny front, za który uważane było Morze Bałtyckie. Tam „Roon” uczestniczył w osłonie operacji minowych i ostrzale pozycji rosyjskich na wybrzeżu. 11 maja był nieskutecznie atakowany przez brytyjski okręt podwodny E9, dowodzony przez Maxa Hortona. Największym starciem z udziałem krążownika była bitwa koło Gotlandii (znana również jako bitwa koło Östergarnu) 2 lipca 1915 roku. Podczas pojedynków artyleryjskich z rosyjskimi „Bajanem” i „Rurykiem” niemiecki okręt został kilkakrotnie trafiony, tracąc między innymi łączność radiową, co w efekcie zmusiło jego dowódcę do wycofania się. 10 sierpnia „Roon”, wraz z krążownikiem „Prinz Heinrich”, bombardowały rosyjskie pozycje na półwyspie Sõrve na Ozylii. Jeden z kotwiczących tam rosyjskich niszczycieli został uszkodzony w wyniku ostrzału.
W związku z wyeksploatowaniem urządzeń okrętowych, 1 grudnia 1916 roku podjęto decyzję o ostatecznym przesunięciu „Roona” do rezerwy. Rozbrojony, został zakotwiczony w Kilonii jako hulk szkolny i mieszkalny dla kadetów szkoły morskiej. Na przełomie 1917 i 1918 roku powstały plany przebudowy okrętu na krążownik-transportowiec wodnosamolotów, zdolny do współdziałania z głównymi siłami floty. Przewidywały one demontaż obydwu wież artyleryjskich oraz zabudowę na pokładzie rufowym hangaru o długości 46, szerokości 27 oraz wysokości 8 m. Hangar miał pomieścić cztery gotowe do lotu wodnosamoloty, bądź osiem do dziesięciu częściowo zdemontowanych maszyn. Nowe uzbrojenie miało się składać z sześciu dział kal. 150 mm i sześciu armat przeciwlotniczych kal. 88 mm. Projekt przebudowy został zaakceptowany przez dowództwo Kaiserliche Marine 16 września 1918 roku, lecz ze względu na rychłe zakończenie działań wojennych nie zdołano wcielić go w życie. Ostatecznie stary krążownik został skreślony z listy floty 25 listopada 1920 roku i złomowany w roku następnym w Kilonii-Nordmole.